# Metadromia
Metadromia is een geslacht van kreeftachtigen uit de klasse van de Malacostraca (hogere kreeftachtigen).

## Soort
- Metadromia wilsoni (Fulton & Grant, 1902)